# Scotchtown
Scotchtown – jednostka osadnicza w Stanach Zjednoczonych, w stanie Nowy Jork, w hrabstwie Orange.